# Biblia de Pamplona

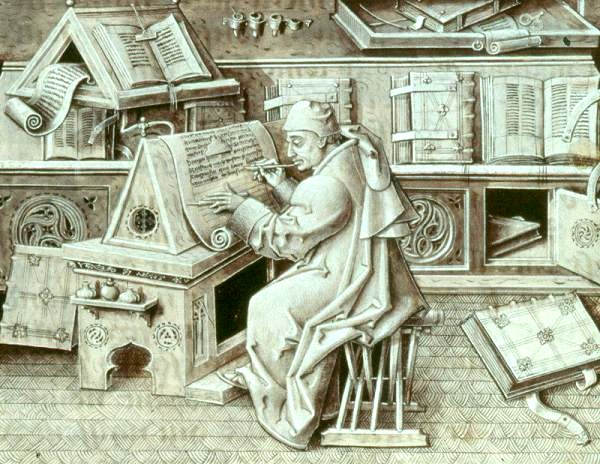
Scriptorium medieval

Biblia del Pamplona es un códice manuscrito medieval iluminado, una biblia de imágenes, elaborado en Pamplona por el canónigo Fernando Pérez de Funes atendiendo el encargo del rey de Navarra Sancho VII el Fuerte. Esta primera obra, conocida en el mundo de la codicología también como Biblia de Sancho el Fuerte, Biblia de Amiens o Primera Biblia de Pamplona, se data en 1197 y se conserva en actualmente en la Biblioteca Municipal de Amiens (Ms. 108). Los mismos intervinientes dieron lugar a una copia, llamada Segunda Biblia de Pamplona o Biblia de Harburg, elaborada con diferencias notables y conservada actualmente la Colección Oettinger-Wallestein de Harburg y actualmente se conserva en Augsburgo (Ms. I, 2 lat. 4°, 15). Se ha considerado que este segundo encargo se realizó pensando en alguna de sus hermanas (Teresa, Berenguela o Blanca) cuyos enlaces matrimoniales suponían una atenta y exigente dedicación del monarca. Además de estas dos códices existe una tercera copia, la Biblia de Nueva York, elaborada más de un siglo después aunque esta copia presenta muchos cambios, está traducida al francés y se emplean técnicas más refinadas. Se conseva este manuscrito en la Biblioteca Pública de Nueva York dentro de la Colección Spencer.
El autor, según recoge José María Lacarra, fue el canciller «Fernando Pérez de Funes, arcediano de la catedral de Calahorra, que dirigió, por encargo de Sancho el Fuerte, la confección de una Biblia puramente pictórica ilustrada con 871 escenas del Antiguo y Nuevo Testamento, vidas de santos y Apocalipsis de San Juan. La Biblia fue terminada en 1197, y poco después el mismo taller de Pamplona, dirigido por el propio Ferrando Pérez de Funes, produjo para un personaje desconocido otra Biblia ilustrada similar, que consta de 976 ilustraciones. Todo ello es índice del alto nivel artístico que había alcanzado la corte del rey Sabio a finales del siglo XII.»

## Contexto histórico-artístico
Aunque no se ha realizado aún un estudio de conjunto y comparado sobre la miniatura medieval en Navarra, a diferencia de otros espacios donde sí existen, la investigadora Soledad Silva y Verástegui apuntaba en 1988 que «hasta ahora apenas se ha beneficiado más que de los trabajos monográficos que dedicara F. Bucher a las Biblias de Pamplona y el de William D. Wixon sobre un Libro de Horas de Carlos el Noble. Sin embargo, el número de manuscritos ilustrados relacionados con Navarra, ya sea por razón de origen o bien de procedencia, comprendidos entre los siglos XI al XV, que hemos podido constatar en diversos estudios, catálogos e inventarios, asciende a más de la treintena.»

## Descripción

### Primera Biblia de Pamplona
Según las observaciones recogidas en el estudio realizado por Bucher, se ha perdido la encuadernación original de la Biblia del Rey Sancho y la actual organización de cuadernillos fue realizada «incorrectamente» por Paul Leprince a principios del siglo XIX que los reencuadernó «con piel de becerro y cartón con un diseño de hojas y meandros estampados y grabados en oro tanto en la portada como en la contraportada (III. 8). La encuadernación mide 257 x 170 x 80 mm. y está firmado en la parte posterior "Paul Leprince Amateur". El título dice "Figura Bibliorum 1197 M. 108". El manuscrito pesa 2.200 gramos.»
El manuscrito de Amiens es un volumen con 257 folios de pergamino, de los cuales 254 serían del siglo XII y los otros 3 se habrían añadido en el siglo XVII. Según afirma la investigadora Rucquoi, hay evidencias sobre la mutilación del códice que originalmente tendría 274 folios. La páginación con numeración romana parece haber sido añadida en el siglo XVI o XVII.
Las dimensiones presentan de media de 240 mm x 165 mm, variando la altura entre 240-244 mm y la anchura entre 162-170 mm. Hay evidencias que las hojas fueron recortadas por tres lados, posiblemente en el siglo XVII, siendo las medidas originales de 260 x 175 mm aproximadamente.
De las 871 escenas contenidas se reparten, de forma general, en dos escenas iluminadas por cada hoja.

### Segunda Biblia de Pamplona
La segunda biblia, la de Harburg, terminada poco después, se compone de 271 folios de pergamino con unas dimensiones de 235 mm × 160 mm. Contiene 976 escenas iluminadas que, con respecto al primero, modifica cerca de un 40% de las escenas además de añadir 91 más. Este códice, como ocurrió con la primera, también fue cercenado y en origen pudo tener 288 folios.

### Colofón
En el colofón del manuscrito de Amiens se recogen los datos del comitente, del canónigo encargado de su elaboración y la fecha de finalización de su encargo:

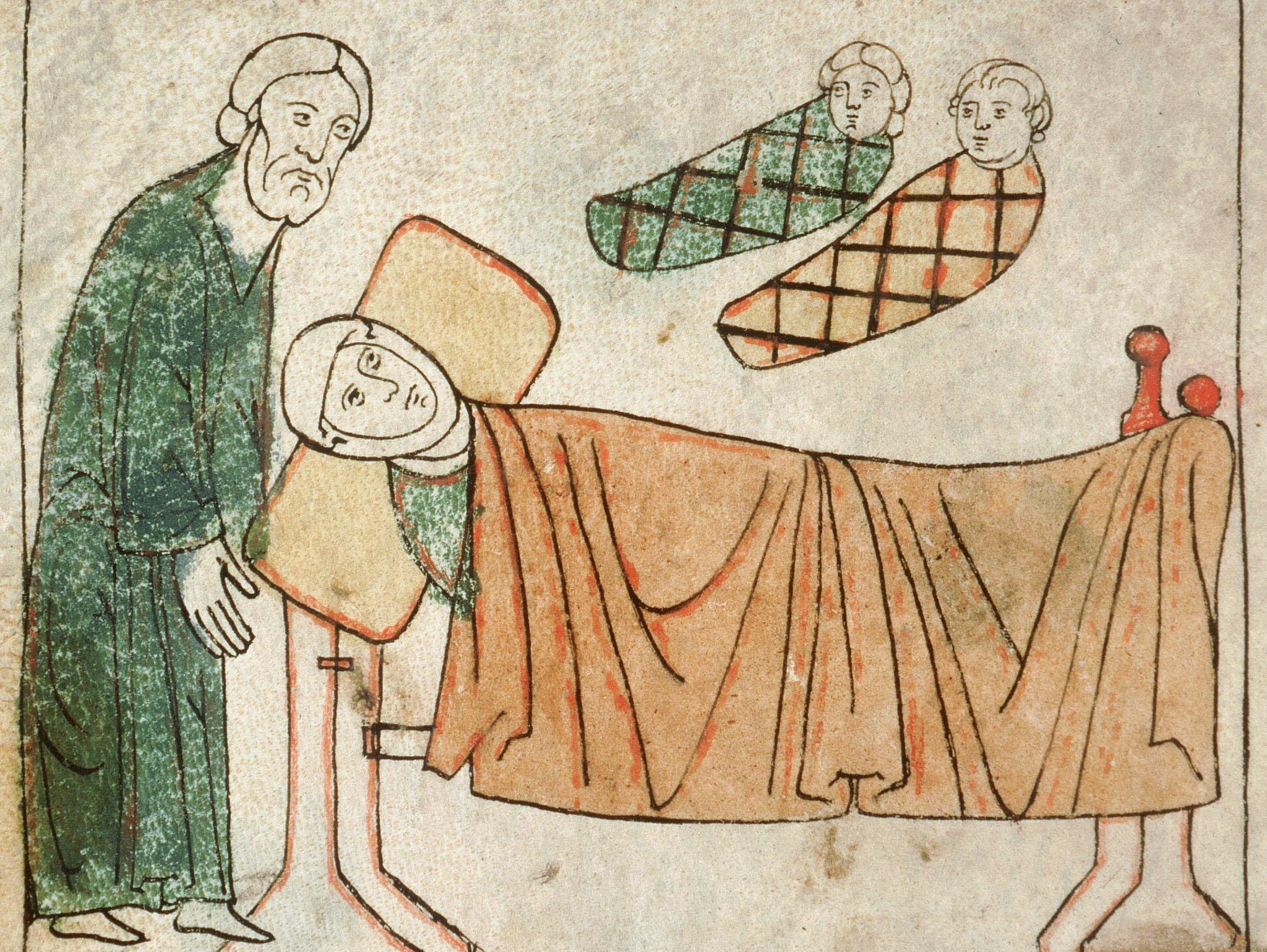
Nacimiento de Jacob (Amiens, Biblioteca Municipal, ms108, f15v)

«Explicit hic liber Deo gratias, quem lustrissimus Sancius rex Navarrae, filius Sancii nobilissimi regis Navarrorum, fecit fieri a Ferrando Petri de Funes, et Ferrandus Petri composuit hunc librum ad honorem domini regis et ad preces ipsius prout melius potuit, precipue ut omnipotensis Dei amores adquirat, et eiusdem regis Sancii possit gratiam invenire. Fuit autem consumatus hunc librum Era M.CC.XXX.V Anno ab incarnatione domini. M.C.LXXXX.VII.»
Aquí termina este libro, gracias a Dios, que el ilustre rey Sancho de Navarra, hijo de Sancho, el rey más noble de los navarros, mandó hacer a Fernando Pérez de Funes. Y Fernando Pérez compuso este libro para la gloria del señor rey lo mejor que pudo, especialmente para que pudiera ganar el amor del Dios todopoderoso y hallar el favor del mismo Rey Sancho. Así este libro fue terminado en la Era 1235, el año de la Encarnación del Señor de 1197.
Biblioteca Municipal de Amiens, ms. 108, f. 256v

### Scriptorium
La vinculación con Calahorra, además de compartir el mismo lugar de origen, Funes, ha favorecido la idea de algunas investigadores sobre un posible parentesco de Fernando Pérez de Funes con Sancho de Funes, el obispo de Calahorra (1118-1146). Reforzando estas afirmaciones concurren las circunstancias de que el obispo calagurritano hubiera favorecido la creación de un scriptorium para la elaboración de códices miniados.

## Estilo
En lo referente a la primera biblia de Pamplona, la historiadora del arte Silva Verástegui afirma que «su estilo románico tardío revela un notable predominio de la línea, del dibujo, sobre el color que es muy suave, a base de ocres, verdes, azules, rojos y algo de violáceos.» El oro es un elemento utilizado «para los atributos de Cristo –el nimbo, la cruz–, o cuando el tema lo exigía, como por ejemplo el caso del becerro de oro.» Respecto al tema de las composiciones, son muy sencillas, «centrándose el interés principalmente en los personajes que destacan sobre los fondos lisos, monocromos del pergamino.»
En el tratamiento del espacio y el tiempo, Silva Verástegui asevera que «la ausencia de perspectiva es total. Para indicar que un personaje o un objeto se encuentran detrás de otro se utiliza la superposición de figuras, un procedimiento de perspectiva en altura típicamente medieval.» En lo referente al tratamiento de las figuras humanas, «los personajes son sumamente esquemáticos, alejados de todo realismo, sus figuras son desproporcionadas y repiten los mismos convencionalismos que les confieren cierta monotonía.»
Finalmente, en el aspecto iconográfico, «se observa una tendencia a convertir lo narrativo en simbólico y un notable laconismo iconográfico en el que las escenas se conciben con gran economía de medios, limitándose a la sola representación de los principales protagonistas. De ahí que, muchas veces, solo la lectura de los textos que acompañan las imágenes nos permiten su identificación.»

## Usos y significado
Esta primera biblia, más bien un «libro de imágenes» como afirma la especialista de la materia, Soledad Silva, inaugura en la península ibérica una nueva tipología de manuscritos iluminados que «en realidad comienza a difundirse también en Francia y en Inglaterra hacia 1200, y estuvo destinado a la instrucción religiosa y a los ejercicios de devoción de los laicos como ponen de manifiesto varios ejemplares que nos han llegado de esta época.»
El encargado de su realización, Fernando Pérez de Funes, ya había realizado previamente otra biblia ilustrada aunque se desconoce el paradero de su obra. Aunque su manejo del oro y los colores en las miniaturas revelan impericia, por contra, es un «artista genial», según afirmaba en 1961 Anscari Mundó, que demuestra «una gran capacidad creadora, de fértil imaginación y una rara habilidad para captar» lo importante de cada una de las escenas. El historiador del arte, Joan Ainaud de Lasarte añadía también en 1961, que era «dibujante de recursos sencillos, pero de extraordinario poder sugestivo».
Siguiendo una práctica muy común que también empleaban los escultores de las portadas románicas, utilizó como modelos para sus dibujos a las personas de su entorno, es decir, gente del pueblo, labradores, comerciantes o artesanos.
Para el investigador suizo-americano, François Bucher, el autor ocupa un lugar destacado entre los miniaturistas medievales. Este investigador fue el primero en realizar un estudio en profundidad y de conjunto de los tres manuscritos.

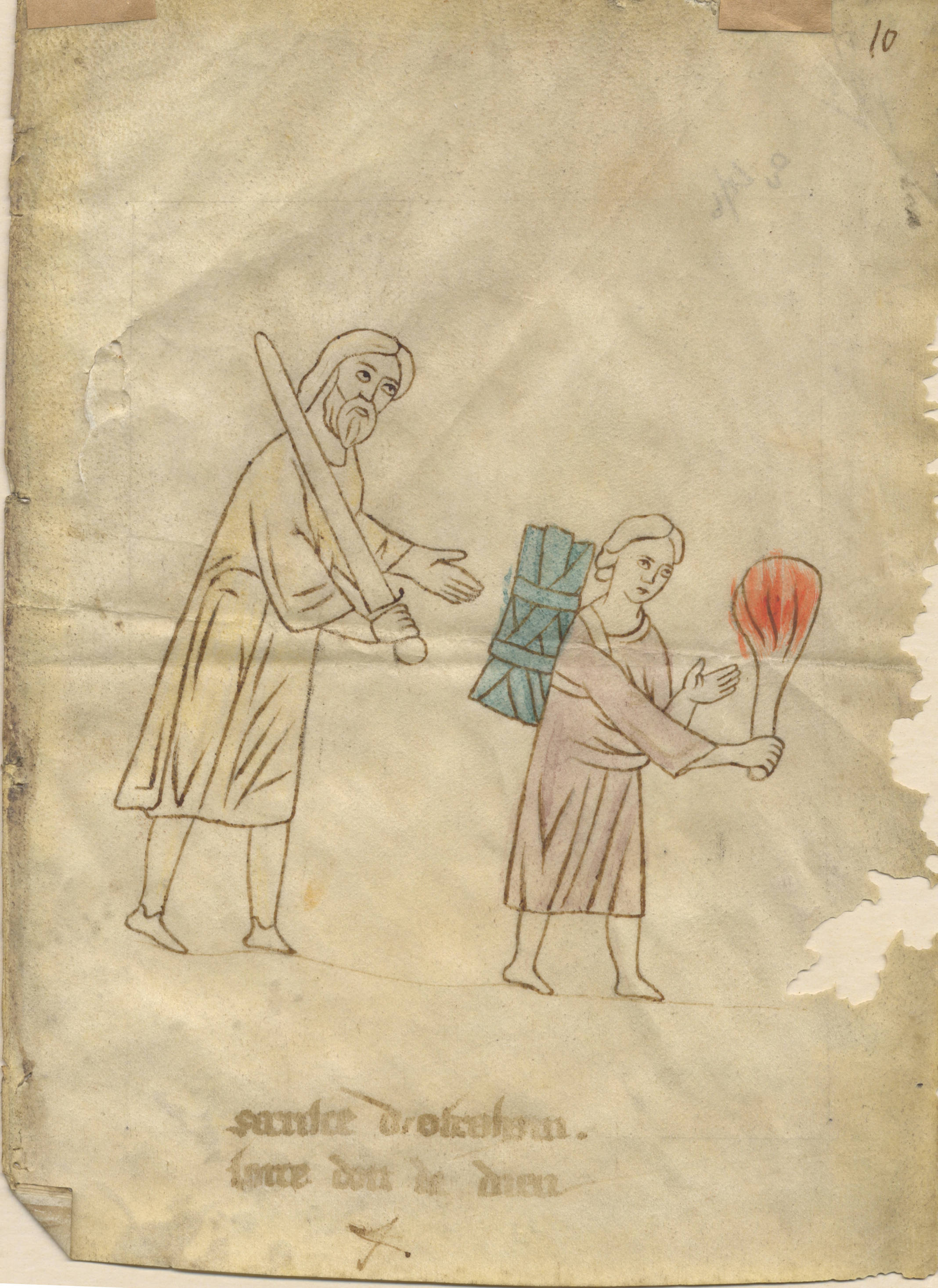
Sacrificio de Abraham. Fragemento de manuscrito, 13,5 x 18,5 cm. Ilustración del añadida posteriormente al original.

## Historia del códice
François Boucher apunta en su estudio sobre la fecha de encargo de la primera biblia de Pamplona a los meses de agosto-septiembre de 1194, cuando asciende al trono Sancho VII
La segunda biblia de Pamplona se sabe que fue vendida en Valladolid en 1809, dentro del contexto histórico de la Guerra de la Independencia española, y vuelta a vender en París, en 1814, yendo a parar a la colección de Oettingen-Wallerstein y, desde 1980, se conserva en la Biblioteca Universitaria de Augsburgo (Augsburg, Universitätsbibliothek, I.2.4° 15).

## Estudio
En 1961, entre el 10 de julio y el 10 de octubre, se celebró la "VII Exposición Internacional de Arte", patrocinada por el Consejo de Europa y organizada por España, el tema central era el Arte románico. Tuvo dos sedes: el Palacio de Gelmírez de Santiago de Compostela (arquitectura, escultura, orfebrería) y el Palacio Nacional de Montjuic de Barcelona (pintura, miniaturas y códices miniados). Entre los códices con miniaturas expuestos en Barcelona, “la mejor colección de códices con miniaturas románicas que se había reunido jamás” (unos doscientos) «se juntaron por primera vez, después de varios siglos de separación, la llamada Biblia de Amiens y la de Harburg, obra de Fernando Pérez de Funes.» Respecto a la primera biblia, la de Amiens, Anscari Mundó afirmaba en esas fechas que era «una de las piezas más impresionantes de las expuestas en Barcelona» en un artículo donde también afirmaba que «el antiguo reino de Navarra ha estado demasiado olvidado en la historia general del arte y en particular de la miniatura. Al contemplar los manuscritos expuestos aquí uno se siente obligado a esbozar un principio de reparación.»
En 1840, Marcel Rigollot, un erudito médico francés escribe sobre «un curioso manuscrito de la biblioteca de Amiens», de finales del siglo XII, dando una descripción donde recoge el colofón en una nota a pie de página y glosa sus contenidos ilustrados que acompaña con la publicación seis reproducciones. Un segunda mención, somera, aparece en 1893 de la mano del archivero-bibliotecario Leopold Delisle en el curso de un estudio «sobre libros ilustrados que cumplen la función de la instrucción religiosa y los ejercicios de piedad de los laicos». Delisle, que también cita el colofón, menciona el artículo de Rigollot sin añadir nada más que unos comentarios acerca de que «las pinturas de esta biblia tenían un carácter tosco e incluso grotesco.» Tres décadas después el profesor de la Universidad de Mánchester, Robert Fawtier, «simplemente menciona que se trata de una biblia ilustrada con imágenes y que se realizó en el norte de Francia. Si es interesante el dato cronológico, ya que mientras que Léopold Delisle apuesta por una datación a finales de siglo XII, este autor la sitúa a comienzos del siglo XIII.»  
Tras dedicarle varios años, François Bucher publica en 1970 su estudio pormenorizado y completo de esta Biblia de Sancho el Fuerte abarcando las tres copias. En una rica edición en dos volúmenes, el primero de los cuales está dedicado a su análisis mientras que en el segundo se dedica al completo a la publicación de las ilustraciones en facsímiles. Todo ello ha llevado a afirmar que «Bucher es el gran estudioso de la Biblia de Sancho el Fuerte».

## Conservación
Obviados los problemas anteriormente relacionados respecto a la encuadernación, el estado de conservación de la mayoría de los folios de la primera biblia es, en general, excelente.